# Lucylla Chełchowska
Lucylla Chełchowska (lub Łucja Chełchowska, ur. 1832 w Hrubieszowie, zm. 25 stycznia 1860 w Kownie) – polska aktorka teatralna i tancerka.

## Życiorys
Była córką pary aktorów teatralnych: Tomasza Andrzeja Chełchowskiego i Karoliny Chełchowskiej z Kodrębskich. Występowała na scenie od młodego wieku w rolach dziecięcych w warszawskim Teatrze Rozmaitości (1840) oraz w teatrze krakowskim (1840–1843, 1849–1853). Następnie wraz z zespołem teatralnym pod dyrekcją jej ojca, występowała na prowincji (Stanisławów, Brody, Czerniowice, Tarnów). W sez. 1859/1860 należała do zespołu teatralnego (również pod dyrekcją jej ojca) w Kownie, gdzie zmarła na gruźlicę. Jako dorosła aktorka grała rolę młodych dziewcząt, naiwnych i amantek. Wystąpiła m.in. w rolach: Joasi (Ochrona ubogich dziatek), Emilii (Opieka wojskowa), Bożeny (Goworek), Joanny (Córka wyrobnika), Marii (Dymitr i Maria), Amelii (Mazepa) i Barbary (Barbara Zapolska).